# 密云路
密云路是中華人民共和國上海市杨浦區和虹口区一條道路，共分南北兩段，南段南起四平路，北至中山北二路。北段南至中山北二路，北至松花江路，全長2323米，道路始建於1981年（一說1977年），路名來自於北京市密雲區。